# Pacific Coast Championships 1980
Il Pacific Coast Championships 1980 è stato un torneo di tennis giocato sul sintetico indoor. È stata la 91ª edizione del Pacific Coast Championships, che fa parte del Volvo Grand Prix 1980. Si è giocato a San Francisco negli Stati Uniti, dal 22 al 28 settembre 1980.

## Campioni

### Singolare
Gene Mayer ha battuto in finale  Eliot Teltscher con il punteggio di 6–2, 2–6, 6–1

### Doppio
Peter Fleming /  John McEnroe hanno battuto in finale  Gene Mayer /  Sandy Mayer con il punteggio di 6–4, 6–3,